# 德拉甘·米洛萨夫列维奇
德拉甘·米洛薩夫列維奇（1989年5月11日—），塞爾維亞籃球運動員，現在效力於德國籃球聯賽球隊柏林。他也代表塞爾維亞國家籃球隊參賽。